# Прапор Перемишлян
Прапор Перемишлян — офіційний символ міста Перемишляни. Був затверджений Перемишлянською міською радою ще 1997 року.
Автор герба — А. Гречило.

## Опис
Являє собою квадратне полотнище, складене з двох вертикальних смуг — жовтої та синьої, зі співвідношенням їх ширини 1:3. У центрі синьої смуги — зображення жовтого солом'яного вулика — сапетки, на жовтій смузі від древка зображені 3 чорно-жовті бджоли, одна над одною.